# Cladosporium
Genre
Cladosporium est un genre de champignons dont certaines espèces sont parmi les plus communes des moisissures d'intérieur et d'extérieur.
Certaines espèces sont des pathogènes des végétaux et quelques-unes vivent en parasites.
Quelques espèces produisent des spores (par exemple spores de 4 à 11 µm de Cladosporium herbarum) qui, à partir d'un certain taux dans l'air — 8 000 spores/m3/jour et 56 000 spores/m3/semaine, sont des allergènes importants de l’environnement humain.

## Description
Le cladosporium s'étend en colonies de couleur vert olive à brun ou noir. Ses conidies de couleur sombre sont simples ou branchues.

## Habitat
La plupart des espèces de Cladosporium peuvent coloniser la matière organique végétale, morte ou vivante.
Les spores de Cladosporium sont aéroportées sous forme de bioaérosols et sont parfois naturellement très abondantes dans l'air extérieur. Dans l'environnement intérieur, les cladosporiums croissent sur les surfaces humides.
Cladosporium fulvum, qui cause la moisissure des feuilles de tomate, a été un modèle génétique important.

## Effets sur la santé
La plupart des Cladosporium ne sont pas des agents pathogènes pour les êtres humains, mais quelques espèces se signalent par leur capacité à causer des infections fongiques de la peau et des ongles, ou comme cause de sinusite et d'infections pulmonaires. Sans traitement, ces dernières peuvent évoluer vers une pneumonie.
Les spores de plusieurs espèces de cladosporium, quand elles sont inhalées en suspension dans l'air, sont d'importants allergènes. En grande quantité, elles peuvent gravement affecter les asthmatiques et les personnes souffrant de maladies respiratoires. Une exposition prolongée pourrait affaiblir le système immunitaire.
Les espèces connues de Cladosporium ne sont pas réputées produire de mycotoxines préoccupantes pour l'homme, mais elles produisent des composés organiques volatils d'odeur désagréable.

## Espèces
On compte plus de cinquante espèces.